# هکاتونکایر

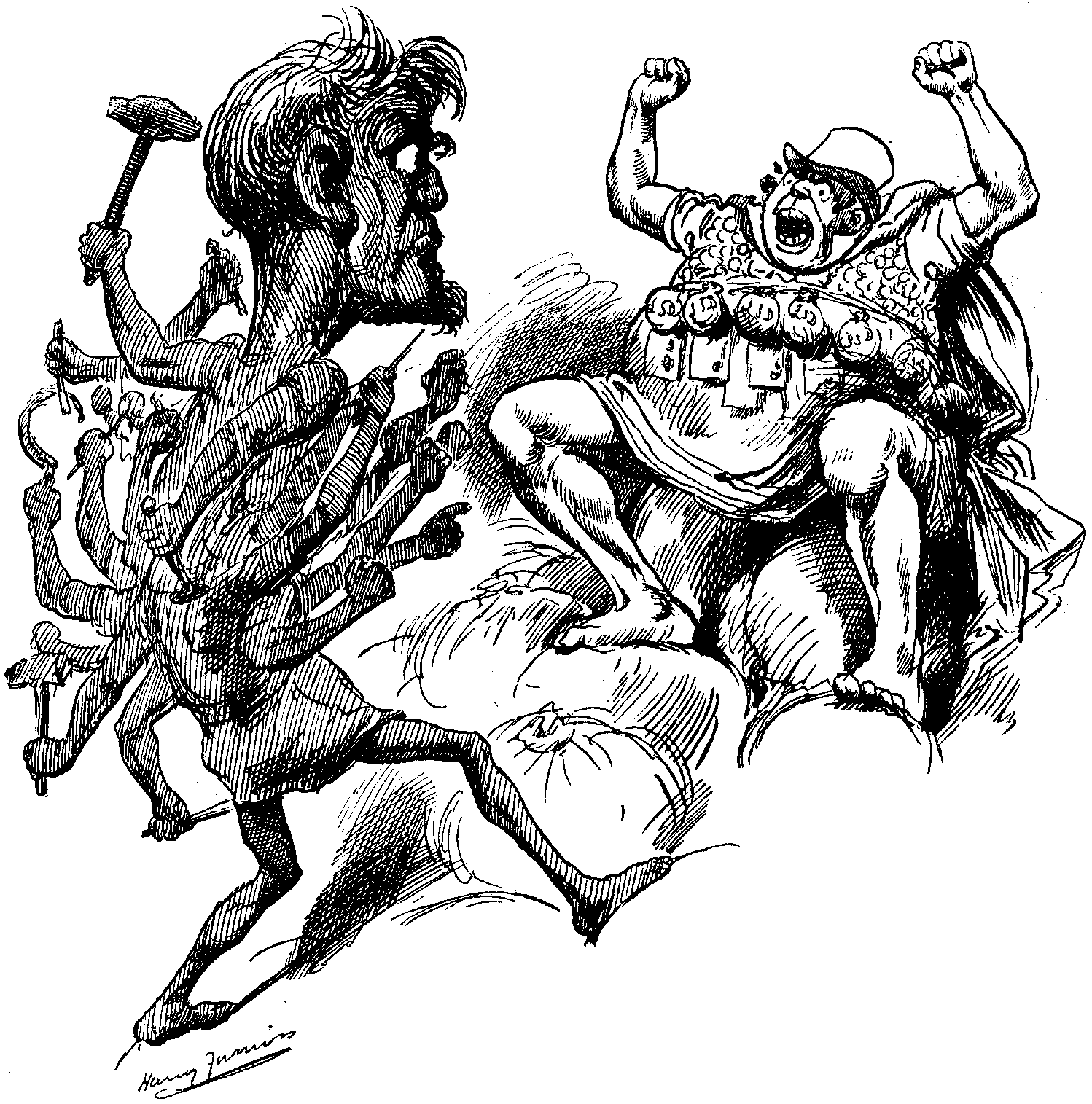
هکاتونکایر (سمت چپ)، در یکی از کاریکاتورهای معاصر.

هکاتونخیر (به انگلیسی: Hecatonchire) در میثولوژی یونانی سه   موجودی افسانه‌ای نیرومند است.
نام هکاتونخیر از دو بخش κατόν(هکاتون=صد) و χείρ (خیر = دست) به معنی «صددست» است. 
هکاتونخیرها سه تن بودند 
برياريوس (Βριάρεως)، بمعنى «قوی» بنام آيغايون  مشهور است (Α γαίων).
كوتوس (Κόττος)، بمعنى «ضربه،مشت».
غايغِيس (Γύγης)،یا غايِيس (Γύης)، بمعنى «شاخه» یا «پیچان».
این موجودات با ۵۰ سر و ۱۰۰ دست قدرتمند، فرزندان گایا و اورانوس بودند. این سه موجود صد دست، از پدر خود متنفر بودند و اورانوس آن‌ها را به رحم مادرشان باز گرداند. آن‌ها بعدها در شورشی علیه اورانوس شرکت کردند، اما کرونوس (برادرشان) باز هم آن‌ها را به زندان انداخت و بعد توسط زئوس آزاد شدند و به نبرد با تایتان‌ها پرداختند. آن‌ها می‌توانستند در آن واحد چندین تخته‌سنگ عظیم را به سمت دشمنان خود پرتاب کنند. 